# Bobo (bande dessinée)
Vous lisez un « bon article » labellisé en 2014.
Pour les articles homonymes, voir Bobo.
Bobo est une série de bande dessinée franco-belge créée en 1961 par Maurice Rosy et Paul Deliège dans le no 1204 du journal Spirou. Jusqu'en 1973, date à laquelle Paul Deliège récupère seul la série, Bobo connaît plusieurs changements d'auteurs : Maurice Rosy travaille d'abord avec Paul Deliège de 1961 à 1969, puis avec Maurice Kornblum de 1969 à 1970 et enfin opère seul jusqu'en 1973.
La série met en scène un prisonnier, nommé Bobo, condamné à des travaux forcés dans le pénitencier d'Inzepoket, dont l'idée fixe est de s'évader par tous les moyens possibles. Il est aidé par son fidèle lieutenant Julot-les-Pinceaux. Une galerie de personnages pittoresques est à leurs côtés : Jo-la-Candeur qui martyrise Bobo, le directeur de la prison qui souhaite le bonheur de ses pensionnaires ou encore le gardien Dupavé, condamné à garder une pierre dans les mains sans pouvoir s'en débarrasser.
Bobo est publié très régulièrement de 1961 à 1996 dans le journal Spirou sous différents formats : d'abord en mini-récits (dont la série détient le record de présence), puis en histoires complètes, gags et histoires à suivre. La série est aussi publiée en album chez Dupuis dans la collection Gag de Poche (1964 à 1967), puis Évasion (1977 à 1997) et enfin en intégrale pour les premiers récits en 2010.

## Univers

### Synopsis
La série raconte les déboires du bagnard Bobo pour s'échapper du pénitencier d'Inzepoket. Il est aidé par son fidèle lieutenant Julot-les-pinceaux, avec qui il prépare des plans qui échouent toujours malgré l'incompétence de l'administration pénitentiaire, avec ses gardiens étranges et son directeur paternaliste qui considère ses pensionnaires comme appartenant à une grande famille.

### Personnages

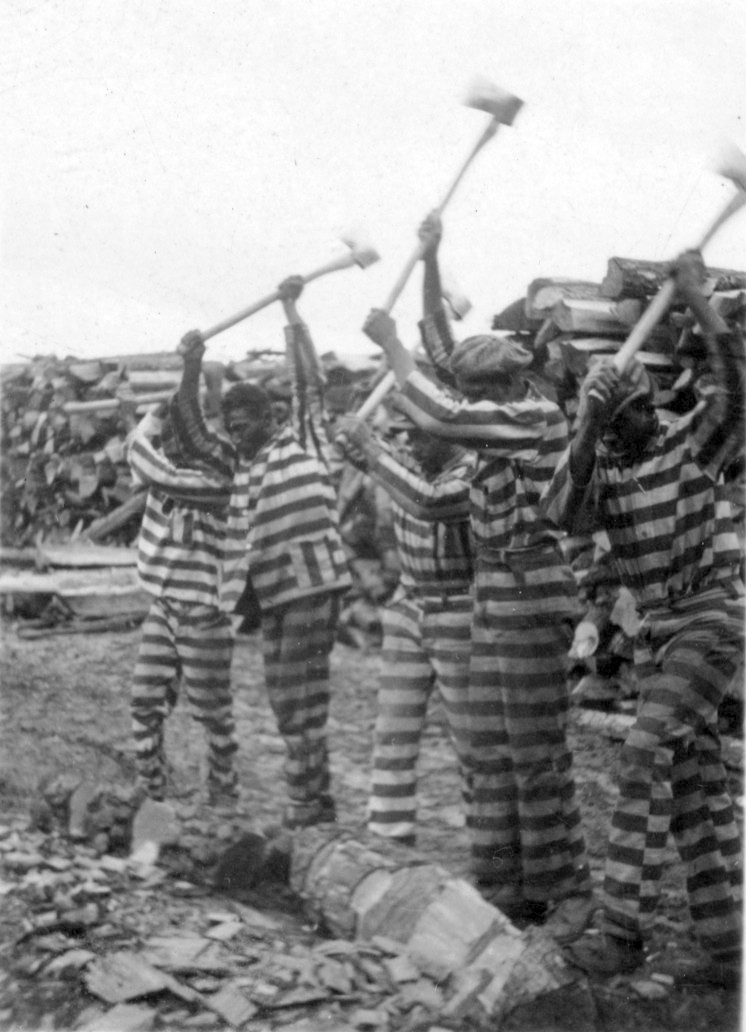
Prisonniers afro-américains condamnés aux travaux forcés en Caroline du Sud en 1934. Le costume du personnage de Bobo est rayé jaune et noir.

- Bobo est le personnage principal de la série. Il est d'abord surnommé le « Mozart de l'évasion », puis le « prince de l'évasion ». Sa cellule porte d'abord le numéro 14 bis, puis le numéro 22 au pénitencier d'Inzepoket dont il rêve de s'évader par n'importe quel moyen. Il est condamné à 30 ans de travaux forcés pour avoir volé la bicyclette du juge[1].
- Julot-les-pinceaux est le fidèle lieutenant de Bobo. Pour faire évader son patron, il n'hésite pas à mettre au point les plans les plus inventifs qui, bien entendu, ne marchent jamais[1].
- Jo-la-Candeur est un prisonnier d'Inzepoket au physique imposant. Il veut prendre la place de Bobo lorsque celui-ci parviendra à s'évader[1]. En attendant, il le persécute[2].
- Le directeur du pénitencier, nommé Alfred, souhaite que ses prisonniers soient heureux dans sa prison. Il aime les saint-honorés. Il a mis des pelles et des pioches à la disposition de ses pensionnaires depuis qu'il s'est aperçu qu'ils aimaient creuser des trous[1].
- Le pâtissier d'Inzepoket a une spécialité, les saint-honorés. Il tente de les fournir entiers au directeur du pénitencier, qui les adore[1].
- Le greffé est un gardien qui a subi une opération du professeur Julius von Kattgut pour permuter ses mains et ses pieds. Il pensait améliorer ainsi le genre humain[1].
- Dupavé est un gardien d'Inzepoket. Durant une évasion de Bobo, une pierre a été remplacée dans le mur d'enceinte du pénitencier et c'est lui qui a récupéré la pierre enlevée. Depuis, il tente en vain de s'en débarrasser[1].
- Le professionnel est un prisonnier d'Inzepoket. Il n'aime pas l'ambiance laxiste du pénitencier. Il veut, comme un vrai bagnard, qu'on lui fasse faire des travaux forcés et suivre un régime à base de pain sec et d'eau[1].
- Arthur Kokluch devient provisoirement directeur du pénitencier et en fait un véritable bagne[1].

## Historique

### Création
En 1959, Yvan Delporte, rédacteur en chef du journal Spirou, a l'idée d'offrir aux lecteurs de petits albums complets à monter soi-même en détachant les quatre pages centrales du journal. Les premiers mini-récits sont réalisés par des auteurs confirmés de Spirou (Peyo, André Franquin, Jean Roba ou encore Eddy Paape). Grâce au succès qu'ils rencontrent, ces mini-récits deviennent très vite un tremplin pour les jeunes auteurs qui souhaitent travailler dans un cadre professionnel. Dans le no 1135 du journal Spirou, la numérotation des mini-récits est reprise à zéro et leur format change, passant de 48 à 32 pages.
Paul Deliège est engagé chez l'éditeur Dupuis à la fin des années 1950, d'abord comme lettreur puis comme dessinateur de la série Théophile et Philibert, mais cette série ne le passionne pas. Maurice Rosy, qui travaille à Spirou comme « donneur d'idées », lui propose de réaliser des mini-récits : leur premier travail ensemble a pour titre Sosthène en ballon. Rapidement, Maurice Rosy propose le personnage d'un petit bagnard que Serge Gennaux a refusé auparavant.
Maurice Rosy invente ce personnage en se remémorant une discussion qu'il a eue avec Charles Dupuis sur ce qu'était un bon personnage de bande dessinée. Il en imagine alors l'exact contraire : son anti-héros est laid, immoral et il évolue dans des décors carcéraux répétitifs. Paradoxalement, l'idée plaît beaucoup à Charles Dupuis et celui-ci programme sa publication dans le journal Spirou. Maurice Rosy s'occupe du scénario et du crayonné et Paul Deliège de l'encrage. Maurice Rosy mise beaucoup sur l'effet de surprise et n'avertit pas Paul Deliège du contenu de la planche qu'il va recevoir. Le dessin est simpliste afin de correspondre au très petit format de publication, une page du journal de Spirou pouvant contenir neuf pages de mini-récit. La première histoire, intitulée Bobo s'évade, paraît dans le no 1204 de Spirou du 11 mai 1961, et la numérotation des mini-récits en fait le soixante et unième opuscule de la collection.

### Changements d'auteurs
Bobo est publié régulièrement dans les pages du journal Spirou. Il faut environ quinze jours au duo pour produire un mini-récit, en plus de leurs autres séries. Paul Deliège dessine entre autres Cabanon et Superdingue, alors que Maurice Rosy scénarise des séries comme Tif et Tondu pour Will. Lors des référendums, la série arrive en tête dans la catégorie des mini-récits. De 1964 à 1967, la série est publiée en album par Dupuis dans l'éphémère collection Gag de Poche. À la fin des années 1960, le journal Spirou change de cycle. Maurice Rosy ne se sent plus à son aise au milieu de la nouvelle génération d'auteurs qui commence à s'imposer dans les pages de l'hebdomadaire. C'est à ce moment qu'il rencontre Maurice Kornblum, un commerçant qui rêve d'être un artiste, notamment en peignant. Un lien très fort lie immédiatement les deux hommes, qui décident de s'associer. Grâce au sens des affaires de Maurice Kornblum, l'ambition gagne les deux hommes. Ils ont pour idée de changer les habitudes de création en passant à la vitesse supérieure et ils commencent par louer un bureau à côté de la rédaction de Spirou. L'association prend forme : Maurice Kornblum raconte des histoires sorties de son imagination et Maurice Rosy s'en inspire pour dessiner le scénario. C'est de cette manière que sont conçus les scénarios que Maurice Rosy fournit à ses dessinateurs, dont Bobo pour Paul Deliège.
De son côté, Paul Deliège n'est pas d'accord pour ce fonctionnement à trois, d'autant plus qu'il considère que Maurice Kornblum ne fait que signer les planches, sans y ajouter de valeur. En 1969, il abandonne la série qui est récupérée par le seul Maurice Rosy au dessin. Rosy anime la série avec Maurice Kornblum, puis seul à partir de 1971, date à laquelle ils rompent leur collaboration. À partir du no 1682 publié en 1970, le duo Maurice Rosy et Maurice Kornblum produit Bobo Magazine, un supplément indépendant du reste du journal Spirou. Charles Dupuis, séduit par le projet, l'impose au rédacteur en chef de l'époque. Il s'agit d'un petit supplément de huit pages pour les très jeunes lecteurs, sans texte et avec un graphisme simplifié. Mais le duo ne peut pas tenir le rythme de parution et le supplément disparaît l'année suivante tandis que les deux auteurs se séparent.

### Paul Deliège reprend la série
En 1973, Maurice Rosy, lassé de faire de la bande dessinée, abandonne le neuvième art pour faire de la publicité et vend ses droits sur Bobo à Dupuis. L'éditeur cherche un successeur pour reprendre la série et contacte naturellement Paul Deliège pour lui proposer de la reprendre seul, ce que ce dernier accepte. À la même période, le nouveau rédacteur en chef Thierry Martens abandonne progressivement les mini-récits et après environ quatre-vingt-dix mini-récits, la série est définitivement intégrée dans les pages régulières de l'hebdomadaire. C'est un nouveau défi pour Paul Deliège puisqu'il doit fournir un contenu scénaristique et graphique beaucoup plus important. Pour construire ses histoires, Paul Deliège trouve d'abord des gags, puis les lie entre eux en trouvant des idées dans les faits divers, à l'inverse de la majorité de ses collègues qui trouvent d'abord le thème de l'histoire et ensuite les gags.
À partir de 1977, la série est publiée en albums par Dupuis qui a pour l'occasion créé la collection Évasion. À quelques reprises, Paul Deliège est aidé par d'autres auteurs comme Julos ou Didgé. En 1996, un grand concours est organisé dans le no 3019 du journal Spirou. Il permet de faire gagner à un lecteur la « véritable » pierre du gardien Dupavé. Mais le gagnant ne vient pas chercher son cadeau qui reste pendant des années à la rédaction. Bobo fait ses adieux dans le no 3057 du 13 novembre 1996 à l'occasion de la retraite de Paul Deliège.
Dans les années 2010, Ydel fait revivre Bobo dans des gags publiés sur Internet.

## Publication

### Albums

#### Historique des publications en albums
La série Bobo est d'abord publiée en noir et blanc dans la collection Gag de poche des éditions Dupuis. Huit tomes sortent entre 1964 et 1967 et reprennent des histoires publiées auparavant dans le journal Spirou. La série est ensuite publiée dans la collection normale de Dupuis. D'abord, six tomes brochés de 1977 à 1983 (réédités ensuite en version cartonnée de 1985 à 1989), puis dix tomes en version cartonnée de 1985 à 1997. Dans les années 2000, les éditions Le Coffre à BD publient plusieurs albums de la série. En 2010, Dupuis publie une intégrale des tout premiers mini-récits en format de poche. Entre 2010 et 2013, les éditions Hibou publient deux intégrales de la série,.

#### Liste de publication en albums

##### Série de poche
- 1 Bobo, le Prince de l'évasion, Dupuis, Marcinelle, janvier 1964
Scénario : Maurice Rosy - Dessin : Paul Deliège
- 2 4 aventures de Bobo, le Prince de l'évasion, Dupuis, Marcinelle, janvier 1964
Scénario : Maurice Rosy - Dessin : Paul Deliège
- 3 Bobo aux sports d'hiver, Dupuis, Marcinelle, janvier 1964
Scénario : Maurice Rosy - Dessin : Paul Deliège
- 4 Bobo se déguise, Dupuis, Marcinelle, janvier 1965
Scénario : Maurice Rosy - Dessin : Paul Deliège
- 5 Bobo au sommet, Dupuis, Marcinelle, janvier 1965
Scénario : Maurice Rosy - Dessin : Paul Deliège
- 6 Une baballe pour Bobo, Dupuis, Marcinelle, janvier 1965
Scénario : Maurice Rosy - Dessin : Paul Deliège
- 7 Bobo fait le mur, Dupuis, Marcinelle, janvier 1966
Scénario : Maurice Rosy - Dessin : Paul Deliège
- 8 Bobo et l’amie Pierre, Dupuis, Marcinelle, janvier 1967
Scénario : Maurice Rosy - Dessin : Paul Deliège

##### Série classique
Les trois premiers tomes sont édités avec le titre Les Aventures de Bobo sur la couverture dans la collection "Évasion".

- 1 Bobo prend l'air, Dupuis, Marcinelle, juillet 1977
Scénario et dessin : Paul Deliège
- 2 Bobo prend la mer, Dupuis, Marcinelle, janvier 1978
Scénario et dessin : Paul Deliège
- 3 Bobo comic's troupier, Dupuis, Marcinelle, janvier 1980
Scénario et dessin : Paul Deliège
- 4 Un sac en cavale, Dupuis, Marcinelle, janvier 1981
Scénario et dessin : Paul Deliège
- 5 Destination Lune, Dupuis, Marcinelle, janvier 1982
Scénario : Paul Deliège, Didgé, Julos - Dessin : Paul Deliège
- 6 L'Homme obus, Dupuis, Marcinelle, janvier 1983
Scénario et dessin : Paul Deliège
- 7 La Pri$on dorée, Dupuis, Marcinelle, janvier 1985
Scénario et dessin : Paul Deliège
- 8 Le Volontaire, Dupuis, Marcinelle, janvier 1986
Scénario et dessin : Paul Deliège
- 9 Le Professionnel, Dupuis, Marcinelle, avril 1987
Scénario et dessin : Paul Deliège
- 10 La Carpette violente, Dupuis, Marcinelle, février 1988
Scénario et dessin : Paul Deliège
- 11 Le Retour du Greffé, Dupuis, Marcinelle, février 1989
Scénario et dessin : Paul Deliège
- 12 L'Escalade, Dupuis, Marcinelle, juillet 1990
Scénario et dessin : Paul Deliège
- 13 L'Oiseau du diable vauvert, Dupuis, Marcinelle, juin 1991
Scénario et dessin : Paul Deliège
- 14 Bobo fait le mur, Dupuis, Marcinelle, septembre 1992
Scénario et dessin : Paul Deliège
- 15 La Rançon de la gloire, Dupuis, Marcinelle, juillet 1994
Scénario et dessin : Paul Deliège
- 16 La Première pierre, Dupuis, Marcinelle, juin 1997
Scénario et dessin : Paul Deliège

### Périodiques

#### Historique des publications dans les périodiques
La série est publiée pour la première fois dans le journal Spirou no 1204 du 11 mai 1961, avec un mini-récit intitulé Bobo s'évade. Elle est publiée régulièrement sous ce format durant les années suivantes. Dans le no 1461 du 14 avril 1966, elle adopte pour la première fois un format d'histoire complète en six planches intitulée Bobo garde-chiourme. Pendant les quatre années qui suivent, la série est publiée le plus souvent en mini-récits et quelquefois en histoires complètes. Dans le no 1682 du 9 juillet 1970, elle est publiée pour la première fois en gag d'une planche. Puis du no 1684 au no 1690, elle est publiée en histoire à suivre avec Bobo et le Rolus-bogus. L'histoire Bobo et Togui, publiée dans le no 1787 du 13 juillet 1972, est le dernier mini-récit de Bobo. Désormais, elle paraît sous trois formes différentes : l'histoire complète, le gag en une planche et l'histoire à suivre. Elle fait aussi régulièrement la couverture de l'hebdomadaire. Elle est publiée à un rythme régulier jusqu'au no 3057 du 13 novembre 1996, date à laquelle Bobo prend sa retraite en même temps que son auteur Paul Deliège.

#### Liste des publications dans les périodiques
| Année | N°  | Titre                       | Publication | Auteurs                   |
| ----- | --- | --------------------------- | ----------- | ------------------------- |
| 1961  | 61  | Bobo s'évade                | no 1204     | Paul Deliège Maurice Rosy |
| 1961  | 73  | Bobo s'évade à nouveau      | no 1216     | Paul Deliège Maurice Rosy |
| 1961  | 77  | Bobo s'évade à nouveau      | no 1220     | Paul Deliège Maurice Rosy |
| 1962  | 105 | La Nouvelle évasion de Bobo | no 1249     | Paul Deliège Maurice Rosy |
| 1962  | 111 | Bobo fait du cinéma         | no 1255     | Paul Deliège Maurice Rosy |
| 1962  | 119 | Le Rétiaire sans visage     | no 1263     | Paul Deliège Maurice Rosy |
| 1962  | 128 | Boum, voilà Bobo            | no 1272     | Paul Deliège Maurice Rosy |
| 1962  | 131 | Bobo ne s'évade pas         | no 1275     | Paul Deliège Maurice Rosy |
| 1962  | 135 | Bobo reçoit                 | no 1279     | Paul Deliège Maurice Rosy |
| 1962  | 139 | Bobo fait du sport          | no 1283     | Paul Deliège Maurice Rosy |
| 1963  | 152 | Bobo aux sports d'hiver     | no 1296     | Paul Deliège Maurice Rosy |
| 1963  | 166 | Le Mentor                   | no 1310     | Paul Deliège Maurice Rosy |
| 1963  | 172 | Bobo en vacances            | no 1316     | Paul Deliège Maurice Rosy |
| 1963  | 175 | Bobo garde malade           | no 1319     | Paul Deliège Maurice Rosy |
| 1963  | 180 | Bobo s'énerve               | no 1324     | Paul Deliège Maurice Rosy |
| 1963  | 186 | Bobo rate son évasion       | no 1330     | Paul Deliège Maurice Rosy |
| 1963  | 196 | Bobo et le Pardimu          | no 1340     | Paul Deliège Maurice Rosy |
| 1964  | 205 | Bobo disparaît              | no 1349     | Paul Deliège Maurice Rosy |
| 1964  | 210 | L'Œuf à Bobo                | no 1354     | Paul Deliège Maurice Rosy |
| 1964  | 214 | Bobo printemps              | no 1358     | Paul Deliège Maurice Rosy |
| 1964  | 217 | Le Bond à Bobo              | no 1361     | Paul Deliège Maurice Rosy |
| 1964  | 219 | Bobo en musique             | no 1363     | Paul Deliège Maurice Rosy |
| 1964  | 221 | L'Écharpe à Bobo            | no 1365     | Paul Deliège Maurice Rosy |
| 1964  | 224 | Bobo et le Camping          | no 1368     | Paul Deliège Maurice Rosy |
| 1964  | 235 | Bobo déménage               | no 1379     | Paul Deliège Maurice Rosy |
| 1964  | 238 | Bobo et le Directeur        | no 1382     | Paul Deliège Maurice Rosy |
| 1964  | 240 | Bobo et le Grand Jeu        | no 1384     | Paul Deliège Maurice Rosy |

| Année | N°  | Titre                       | Publication | Auteurs                    |
| ----- | --- | --------------------------- | ----------- | -------------------------- |
| 1964  | 243 | Le Gâteau à Bobo            | no 1387     | Paul Deliège Maurice Rosy  |
| 1964  | 246 | Bobo a du ressort           | no 1390     | Paul Deliège Maurice Rosy  |
| 1964  | 248 | Bobo Noël                   | no 1392     | Paul Deliège Maurice Rosy  |
| 1964  | 250 | Bobo et le Fakir            | no 1394     | Paul Deliège Maurice Rosy  |
| 1965  | 259 | Bobo se déguise             | no 1403     | Paul Deliège Maurice Rosy  |
| 1965  | 264 | Des outils pour Bobo        | no 1408     | Yvan Delporte Maurice Rosy |
| 1965  | 270 | Bobo et la Statue           | no 1414     | Paul Deliège Maurice Rosy  |
| 1965  | 274 | La Main à la pâte avec Bobo | no 1418     | Paul Deliège Maurice Rosy  |
| 1965  | 276 | Bobo au sommet              | no 1420     | Paul Deliège Maurice Rosy  |
| 1965  | 287 | Bobo en couleurs            | no 1431     | Paul Deliège Maurice Rosy  |
| 1965  | 291 | Bobo la chance              | no 1435     | Paul Deliège Maurice Rosy  |
| 1965  | 293 | Une baballe pour Bobo       | no 1437     | Paul Deliège Maurice Rosy  |
| 1965  | 296 | Bobo prend la porte         | no 1440     | Paul Deliège Maurice Rosy  |
| 1965  | 299 | Bobo et l'Étourdi           | no 1443     | Paul Deliège Maurice Rosy  |
| 1965  | 300 | Noël pour Bobo              | no 1444     | Paul Deliège Maurice Rosy  |
| 1966  | 303 | Le Twist à Bobo             | no 1447     | Paul Deliège Maurice Rosy  |
| 1966  | 305 | Bobo change de milieu       | no 1449     | Paul Deliège Maurice Rosy  |
| 1966  | 311 | Bobo fait le mur            | no 1455     | Paul Deliège Maurice Rosy  |
| 1966  | 313 | Bobo et la Concurrence      | no 1457     | Paul Deliège Maurice Rosy  |
| 1966  | 314 | Bobo a bon pied             | no 1458     | Paul Deliège Maurice Rosy  |
| 1966  | 315 | Symphonie pascale pour Bobo | no 1459     | Paul Deliège Maurice Rosy  |
| 1966  | 317 | Une pierre pour Bobo        | no 1460     | Paul Deliège Maurice Rosy  |
| 1966  | 322 | Le Parapluie de Bobo        | no 1465     | Paul Deliège Maurice Rosy  |
| 1966  | 326 | Bobo a bon cœur             | no 1469     | Paul Deliège Maurice Rosy  |
| 1966  | 328 | Bobo et l'Amie Pierre       | no 1471     | Paul Deliège Maurice Rosy  |
| 1966  | 329 | Bobo change de pierre       | no 1472     | Paul Deliège Maurice Rosy  |
| 1966  | 330 | La Loterie pour Bobo        | no 1473     | Paul Deliège Maurice Rosy  |

| Année | N°      | Titre                                  | Publication | Auteurs                                    |
| ----- | ------- | -------------------------------------- | ----------- | ------------------------------------------ |
| 1966  | 331     | Bobo aux champs                        | no 1474     | Paul Deliège Maurice Rosy                  |
| 1966  | 335     | Un cadeau pour Bobo                    | no 1478     | Paul Deliège Maurice Rosy                  |
| 1966  | 337     | Une fleur pour Bobo                    | no 1480     | Paul Deliège Maurice Rosy                  |
| 1966  | 338 bis | Une échelle pour Bobo                  | no 1488 bis | Paul Deliège Maurice Rosy                  |
| 1967  | 349     | Bobo bascule                           | no 1499     | Paul Deliège Maurice Rosy                  |
| 1967  | 360     | Bobo cow-boy                           | no 1513     | Paul Deliège Maurice Rosy                  |
| 1967  | 362     | Bobo contre K.                         | no 1515     | Paul Deliège Maurice Rosy                  |
| 1967  | 367     | Bobo relax                             | no 1520     | Paul Deliège Maurice Rosy                  |
| 1967  | 368     | Bobo a le pied léger                   | no 1521     | Paul Deliège Maurice Rosy                  |
| 1967  | 369     | Bobo en promenade                      | no 1524     | Paul Deliège Maurice Rosy                  |
| 1967  | 372     | Bobo en ballon                         | no 1528     | Paul Deliège Maurice Rosy                  |
| 1968  | 402     | Bobo et le Retour de « K »             | no 1561     | Paul Deliège                               |
| 1968  | 406     | Bobo n'aura pas creusé pour rien       | no 1565     | Paul Deliège Maurice Rosy                  |
| 1968  | 414     | Une sortie pour Bobo                   | no 1573     | Paul Deliège Maurice Rosy                  |
| 1968  | 417     | Bobo fait boum                         | no 1576     | Paul Deliège Maurice Rosy                  |
| 1969  | 456     | Bobo nez rouge                         | no 1616     | Paul Deliège Maurice Kornblum Maurice Rosy |
| 1969  | 464     | « K » est servi                        | no 1624     | Paul Deliège Maurice Rosy                  |
| 1969  | 467     | Bobo et le Cerf volant                 | no 1627     | Paul Deliège Maurice Kornblum Maurice Rosy |
| 1969  | 480     | Bobo Bam Boum Boum Boum                | no 1647     | Maurice Kornblum Maurice Rosy              |
| 1970  | 486     | Bobo et la Soupière                    | no 1655     | Maurice Kornblum Maurice Rosy              |
| 1970  | 491     | Bobo et les Frères Mangetout           | no 1660     | Maurice Kornblum Maurice Rosy              |
| 1970  | 500     | Bobo sous la tente                     | no 1671     | Maurice Kornblum Maurice Rosy              |
| 1970  | 501     | Bobo et le Camp                        | no 1672     | Maurice Kornblum Maurice Rosy              |
| 1971  | 528     | Bobo et le Lève-tout                   | no 1734     | Maurice Rosy                               |
| 1971  | 534     | Bobo et la Vengeance de Joe la Candeur | no 1746     | Maurice Rosy                               |
| 1972  | 548     | Bobo et Togui                          | no 1787     | Maurice Rosy                               |

## Influences
Pour la série Bobo, Paul Deliège dit s'être inspiré des films muets qu'il allait voir avec Maurice Rosy, notamment les films de Mack Sennett, Charlie Chaplin, Max Linder et Buster Keaton, ainsi que du cinéma de l'époque, avec les films de Pierre Étaix et Jacques Tati. C'est le rythme, ainsi que le comique de situation et de répétition de ces films, qui plait aux auteurs. Paul Deliège s'inspire également de Louis de Funès. Pour réaliser la série, il n'a jamais consulté de documentation sur les prisons. Selon lui, la prison n'est qu'un prétexte pour les histoires ainsi que pour les gags et que de toute façon, il s'agit d'une « prison de carnaval ».

## Critiques
Pour le site du9, les scénarios des premières histoires publiées en mini-récits sont réalisées à la « va-vite », le dessin est faible avec des décors « réduits à leur plus simple expression » et « l'exactitude anatomique ne semble pas être le souci premier des auteurs ». Néanmoins, la « magie opère de redécouvrir un trésor enfoui » et témoigne d'une époque où la bande dessinée était « contrainte par sa périodicité à des péripéties échevelées ».
Pour le site sceneario.com, les scénarios des premiers mini-récits sont « truculents » et les « seconds rôles bien plaisants », alors que le dessin est « simpliste », mais « tonique » et « dégage une fantaisie empreinte de fraîcheur rafraîchissante ».
Dans le Dictionnaire mondial de la bande dessinée de Patrick Gaumer, la série Bobo est considérée comme ayant une « trame un peu simpliste », mais avec un univers « cohérent » et « sympathique », avec des « situations loufoques ».

## Adaptation
En 1988, Infogrames Entertainment sort un jeu vidéo sur Atari ST, adapté de la série et simplement nommé Bobo. Il s'agit du premier jeu de la collection Spirou, qui est une adaptation en jeux vidéo des séries du journal du même nom. Le but est d'avoir le plus gros score en enchaînant les mini-jeux comme éplucher des pommes de terre, servir la soupe aux prisonniers et tenter de s'évader. Les épreuves deviennent de plus en plus difficiles au fur et à mesure du jeu. Les mini-jeux sont entrecoupés de petites scènes drôles qui permettent au joueur de reposer sa main. Plutôt bien reçu par la presse, le jeu reçoit la note de 14/20 par le magazine Tilt qui trouve « les animations originales et réussies » et les graphismes « amusants ». De son côté, le magazine Gen4 le trouve « amusant » à plusieurs et les graphismes « très soignés ».